# Crema Football Club 1934-1935
Questa pagina raccoglie le informazioni riguardanti il Crema Football Club nelle competizioni ufficiali della stagione 1934-1935.

## Stagione
A causa dei cambiamenti imposti dal regime fascista, alla fine di questa stagione dalla denominazione vengono tolte tutte le parole di origine inglese "football" e "club".
Il Crema, inserito nel girone B, ottiene un onorevole quinto posto in classifica.

## Rosa
| N. |                   | Ruolo | Calciatore       |
| -- | ----------------- | ----- | ---------------- |
|    | Italia (bandiera) | P     | Luigi Brera      |
|    | Italia (bandiera) | P     | Loris Desti      |
|    | Italia (bandiera) | D     | Mino Livio       |
|    | Italia (bandiera) | D     | Motta            |
|    | Italia (bandiera) | D     | Amilcare Rigosa  |
|    | Italia (bandiera) | D     | Francesco Scalvi |
|    | Italia (bandiera) | D     | Felice Stabilini |
|    | Italia (bandiera) | D     | Pierino Vaiani   |

| N. |                   | Ruolo | Calciatore         |
| -- | ----------------- | ----- | ------------------ |
|    | Italia (bandiera) | C     | Renato Aschedamini |
|    | Italia (bandiera) | C     | Adriano Dosi       |
|    | Italia (bandiera) | C     | Bruno Manenti      |
|    | Italia (bandiera) | C     | Verdelli           |
|    | Italia (bandiera) | A     | Luigi Pedrazzini   |
|    | Italia (bandiera) | A     | Eriberto Raffaini  |
|    | Italia (bandiera) | A     | Antonio Sacchi     |
|    | Italia (bandiera) | A     | Antonio Scolari    |